# Virton
Virton (in vallone Vierton, in tedesco Wirten) è un comune belga di 11 228 abitanti, situato nella provincia vallona del Lussemburgo.